# Ludwig Bernegger
Ludwig Bernegger (* 30. Dezember 1903; † 15. März 1938 in Linz) war Polizeioberkommissär der Polizeidirektion Linz. Er war nach Josef Schmirl der zweite Österreicher, der nach dem Anschluss Österreichs von der SS ermordet wurde.

## Leben
Ludwig Bernegger wurde als Sohn des Finanzoberwachkommissärs Felix Bernegger geboren. Die Familie lebte in Ried im Innkreis. Als Schüler des Gymnasiums Ried zeigte er herausragende Leistungen (fast durchwegs die Note „sehr gut“). Während seiner Gymnasialzeit trat er der katholischen Schülerverbindung K.Ö.St.V. Rugia Ried (später im MKV) bei. Ab Juli 1917 bezog er auf Grund eines Erlasses des Finanzministeriums ein Stipendium, das ihn auch von der Bezahlung des Schulgeldes befreite. 1923 legte er die Reifeprüfung „mit Auszeichnung“ ab.
Während seines Jusstudiums an der Universität Wien wurde er Mitglied der katholischen Studentenverbindung K.Ö.St.V. Kürnberg zu Wien (heute im ÖCV). Nach der Promotion zum Doktor der Rechte trat er in den Dienst der Bundespolizeidirektion Linz. Er war später Oberpolizeikommissär der Bundespolizeidirektion Linz, Leiter der Strafanstalt Garsten und staatspolizeilicher Referent für NSDAP-Angelegenheiten Österreichs. Wegen seiner Verfolgung der Nationalsozialisten hatte er sich deren Hass zugezogen.
Am 13. März 1938 um 3 Uhr früh wurde er von SA- und SS-Männern aus seiner Wohnung in Linz geholt und brutal zusammengeschlagen. Es wurde später ein Stück seiner Kopfhaut mit einem Haarbüschel gefunden, und eine Blut- und Schleifspur ging über mehrere Straßen. Er wurde anschließend mit einem Arrestantenwagen in eine Gefängniszelle der Polizeidirektion Linz gebracht. Ein Zellennachbar berichtete, dass er auch dort noch geschlagen wurde. Wann und wo er ermordet wurde, ist nicht bekannt. Nach dem Zweiten Weltkrieg wurden in dieser Angelegenheit Vorermittlungsverfahren gegen Heinz Weidner, SS-Standartenführer in Wien, Karl Eberhardt, Alfred Neuwirth und Leopold Mitterbauer eingeleitet. Seiner Frau wurde eine Urne mit seiner Asche übergeben.